# Gymnelia colona
Gymnelia colona är en fjärilsart som beskrevs av William Schaus 1911. Gymnelia colona ingår i släktet Gymnelia och familjen björnspinnare. Inga underarter finns listade i Catalogue of Life.